# Lahiguera
Lahiguera – gmina w Hiszpanii, w prowincji Jaén, w Andaluzji, o powierzchni 44,75 km². W 2011 roku gmina liczyła 1856 mieszkańców.